# بيدراس نيغراس
بيدراس نيغراس (بالإسبانية: Piedras Negras)‏ هي مدينة في المكسيك، تقع في كواويلا، بلغ عدد سكانها 139,169 نسمة وذلك حسب إحصائيات سنة 2012، تبلغ مساحتها 914,200,000 متر مربع (914.2 كـم2)، رمزها البريدي هو 26000.

## المناخ
يظهر الجدول التالي التغييرات المناخية على مدار السنة لبيدراس نيغراس:
| البيانات المناخية لـبيدراس نيغراس                    | البيانات المناخية لـبيدراس نيغراس | البيانات المناخية لـبيدراس نيغراس | البيانات المناخية لـبيدراس نيغراس | البيانات المناخية لـبيدراس نيغراس | البيانات المناخية لـبيدراس نيغراس | البيانات المناخية لـبيدراس نيغراس | البيانات المناخية لـبيدراس نيغراس | البيانات المناخية لـبيدراس نيغراس | البيانات المناخية لـبيدراس نيغراس | البيانات المناخية لـبيدراس نيغراس | البيانات المناخية لـبيدراس نيغراس | البيانات المناخية لـبيدراس نيغراس | البيانات المناخية لـبيدراس نيغراس |
| الشهر                                                | يناير                             | فبراير                            | مارس                              | أبريل                             | مايو                              | يونيو                             | يوليو                             | أغسطس                             | سبتمبر                            | أكتوبر                            | نوفمبر                            | ديسمبر                            | المعدل السنوي                     |
| ---------------------------------------------------- | --------------------------------- | --------------------------------- | --------------------------------- | --------------------------------- | --------------------------------- | --------------------------------- | --------------------------------- | --------------------------------- | --------------------------------- | --------------------------------- | --------------------------------- | --------------------------------- | --------------------------------- |
| الدرجة القصوى °م (°ف)                                | 37.5 (99.5)                       | 40.2 (104.4)                      | 40.4 (104.7)                      | 42.4 (108.3)                      | 45.0 (113.0)                      | 48.6 (119.5)                      | 47.0 (116.6)                      | 45.4 (113.7)                      | 46.5 (115.7)                      | 39.4 (102.9)                      | 35.4 (95.7)                       | 34.5 (94.1)                       | 48.6 (119.5)                      |
| متوسط درجة الحرارة الكبرى °م (°ف)                    | 19.6 (67.3)                       | 22.0 (71.6)                       | 26.2 (79.2)                       | 30.7 (87.3)                       | 34.3 (93.7)                       | 37.3 (99.1)                       | 38.2 (100.8)                      | 38.4 (101.1)                      | 35.5 (95.9)                       | 29.8 (85.6)                       | 23.5 (74.3)                       | 20.2 (68.4)                       | 29.6 (85.3)                       |
| المتوسط اليومي °م (°ف)                               | 12.2 (54.0)                       | 14.7 (58.5)                       | 18.6 (65.5)                       | 22.9 (73.2)                       | 27.2 (81.0)                       | 30.1 (86.2)                       | 31.0 (87.8)                       | 31.2 (88.2)                       | 28.4 (83.1)                       | 22.8 (73.0)                       | 16.5 (61.7)                       | 12.8 (55.0)                       | 22.4 (72.3)                       |
| متوسط درجة الحرارة الصغرى °م (°ف)                    | 4.9 (40.8)                        | 7.3 (45.1)                        | 11.1 (52.0)                       | 15.0 (59.0)                       | 20.0 (68.0)                       | 22.9 (73.2)                       | 23.8 (74.8)                       | 24.1 (75.4)                       | 21.3 (70.3)                       | 15.7 (60.3)                       | 9.5 (49.1)                        | 5.3 (41.5)                        | 15.1 (59.2)                       |
| أدنى درجة حرارة °م (°ف)                              | −10.0 (14.0)                      | −9.0 (15.8)                       | −7.0 (19.4)                       | −1.0 (30.2)                       | 2.4 (36.3)                        | 8.0 (46.4)                        | 12.0 (53.6)                       | 15.5 (59.9)                       | 9.0 (48.2)                        | −3.0 (26.6)                       | −7.0 (19.4)                       | −8.0 (17.6)                       | −10.0 (14.0)                      |
| الهطول مم (إنش)                                      | 19.1 (0.75)                       | 16.7 (0.66)                       | 27.5 (1.08)                       | 49.6 (1.95)                       | 69.6 (2.74)                       | 56.0 (2.20)                       | 59.3 (2.33)                       | 52.6 (2.07)                       | 73.2 (2.88)                       | 75.2 (2.96)                       | 25.9 (1.02)                       | 13.4 (0.53)                       | 538.1 (21.19)                     |
| متوسط أيام هطول الأمطار (≥ 0.1 mm)                   | 5.2                               | 5.3                               | 4.2                               | 4.5                               | 5.5                               | 4.0                               | 4.2                               | 4.2                               | 4.9                               | 6.0                               | 4.4                               | 3.7                               | 56.1                              |
| متوسط الرطوبة النسبية (%)                            | 70                                | 67                                | 62                                | 65                                | 67                                | 67                                | 60                                | 60                                | 66                                | 68                                | 70                                | 69                                | 66                                |
| ساعات سطوع الشمس الشهرية                             | 150                               | 182                               | 199                               | 234                               | 298                               | 243                               | 285                               | 267                               | 289                               | 276                               | 165                               | 143                               | 2٬731                             |
| المصدر #1: Servicio Meteorologico Nacional           |                                   |                                   |                                   |                                   |                                   |                                   |                                   |                                   |                                   |                                   |                                   |                                   |                                   |
| المصدر #2: الأرصاد الجوية الألمانية (sun, 1961–1990) |                                   |                                   |                                   |                                   |                                   |                                   |                                   |                                   |                                   |                                   |                                   |                                   |                                   |

## أعلام
- أنخيل ألفونسو مارتينيز
- خوسيه مونتالفو
- ماريو هرنانديز
- رامون برافو
- سارة خيمينيز